# Пристюк Володимир Миколайович
Володимир Миколайович Пристюк (2 травня 1960, Антрацит, Луганська область, Українська РСР, СРСР) — голова Луганської обласної державної адміністрації у 2010–2014 роках.

## Біографія
Народився 2 травня 1960 в місті Антрацит Луганської області. 
Закінчив Комунарський гірничо-металургійний інститут за спеціальністю «промислове та цивільне будівництво».
Почав працювати майстром в управлінні «Доменстрой» тресту «Комунарскстрой».
З 1985 по 1987 рік був першим секретарем Комунарського міськкому комсомолу.
З 1989 по 1990 рік працював консультантом Будинку політичної освіти Ворошиловградського обкому Компартії УРСР, секретарем Ворошиловградського обкому комсомолу.
З 1990 по 2001 рік був генеральним директором ООО «Супутник — Луганськ», АТЗТ «Дружба».
З 2001 по 2002 рік — секретар Луганської міськради, виконувач обов'язків мера. 2002 року балотувався на пост мера Луганська, але програв Євгену Бурлаченку.
З 2002 по 2005 рік — заступник голови Луганської облдержадміністрації. 
З 2005 року до 14 квітня 2006 року був Президентом Асоціації підприємств малого та середнього бізнесу «Новий час». 
З 2006 року до 19 березня 2010 року був заступником, потім першим заступником губернатора Луганської області. його вибирали депутатом Луганської міськради (3-е скликання), депутатом Луганської обласної ради 5 скликання.
Заснував організацію «Наш дім — Луганськ» та юнацький клуб «Супутник».
Член Партії регіонів, кандидат економічних наук. Неофіційно йому належить готель «Дружба» в Луганську.
10 листопада 2010 Президент Віктор Янукович призначив Володимира Пристюка головою Луганської обласної державної адміністрації.
Державний службовець 1-го рангу.

## Родина
Одружений, двоє синів.

## Нагороди
Орден «За заслуги» ІІІ ступеня. 